# Marius Diserens
Marius Diserens, né le 6 février 1996 à Lausanne, est une personnalité politique suisse queer du canton de Vaud.

## Biographie
Marius Diserens naît le 6 février 1996 à Lausanne. Il est prématuré de trois mois et se voit diagnostiquer un hépatoblastome à l'âge d'un an. Son père travaille dans les institutions publiques ; sa mère tient un institut de beauté. Il a un frère aîné, grandit à Nyon et y fait son gymnase. Il passe ensuite trois mois à Vancouver pour perfectionner son anglais.
En 2014, on lui diagnostique une béance du cardia. Il souffre alors d'anorexie. C'est notamment grâce au yoga qu'il parvient à se soigner. À la fin 2016, il devient professeur de yoga et ouvre un site Internet de nutrition.
À partir de 2015, il étudie les relations internationales à l'Université de Genève, puis se spécialise en études de genre,. Il obtient sa maîtrise universitaire en 2021, après un échange estudiantin à Santa Cruz, en Californie, en 2018,. C'est lors de ce séjour aux États-Unis qu'il affirme son androgynie,. Il porte volontiers des robes, des hauts talons et du vernis à ongles en plus d'une barbe et s'identifie à son genre masculin de naissance,. Il se définit lui-même comme homme queer et défend la fluidité des genres.
Actifs sur les réseaux sociaux, notamment Instagram, il se dit victime de cyberharcèlement en 2022 .

## Parcours politique
Il adhère aux Verts en 2021 et se présente en mars à l'élection au Conseil communal de Nyon, où il décroche un siège avec un très bon score. Il y siège à partir du mois de septembre.
En 2022, il est candidat au Grand Conseil du canton de Vaud, mais n'est pas élu. En février 2023, il est candidat sur la liste des Verts pour les élections au Conseil national en octobre 2023. Il finit 8e de la liste, soit le cinquième vient-ensuite.

### Positionnement politique
Il se dit partisan de l'écoféminisme et inspiré par Alexandria Ocasio-Cortez.

## Liens
- Site officiel